# Al Grey
Albert Thornton "Al" Grey, född 6 juni 1925 i Aldie, Virginia, död 24 mars 2000 i Phoenix, Arizona, var en amerikansk jazztrombonist.
Grey spelade med Benny Carters orkester efter andra världskriget, senare med Jimmie Lunceford, Lucky Millinder och Lionel Hampton. 1956–1957 arbetade han med Dizzy Gillespies storband. Han spelade med Count Basie i tre olika omgångar 1957–1961, 1964–1966 och 1971–1977. 
Från 1961 var Grey frilansare med egna grupper (bland annat med tenoristen Jimmy Forrest) och med studiojobb. Hans specialitet var plunger-sordinen som han använde i solon för att skapa wah-wah-effekter och röstliknande ljud.

## Diskografi
Återutgivning på CD
- Basie's Beat (Verve records)
- Definitive Count Basie (Verve records)
- Basie's Beatle Bag (Verve records)
- Count Basie Plays the Hits of Frank Sinatra (Verve records)
- Basie Picks the Winners (Verve records)
- Jazz Masters 10: Dizzy Gillespie (Verve records)
- Digital Duke (GRP Records)
- Snap Your Fingers (Verve records)
- Quincy Jones Talking Verve (Verve records)